# Jennie
Kim Dzseni (hangul: 김제니, RR: Kim Jeni; Szöuli Fővárosi Terület, 1996. január 16. –), ismertebb, mononim formában Jennie dél-koreai énekesnő, színésznő és rapper. 2016. augusztusban a Blackpink tagjaként kezdte a pályafutását. Ekkor jelent meg az első mini albumjuk a "Square One". 2018-ban szólóban is debütált Solo nevű kislemezével. Ezt követte a You & Me 2023-ban, majd 2024-ben saját cégén belül adta ki Mantra nevű dalát, ami később albumának címadó dala lett. A Ruby album 2025-ben jelent meg, melyen többek között a hirhedt like JENNIE, ZEN, Love Hangover (Dominic Fikekal), az ExtraL (Doechiival) és a Handlebars (Dua Lipaval) szerepel.

## Fiatalkora

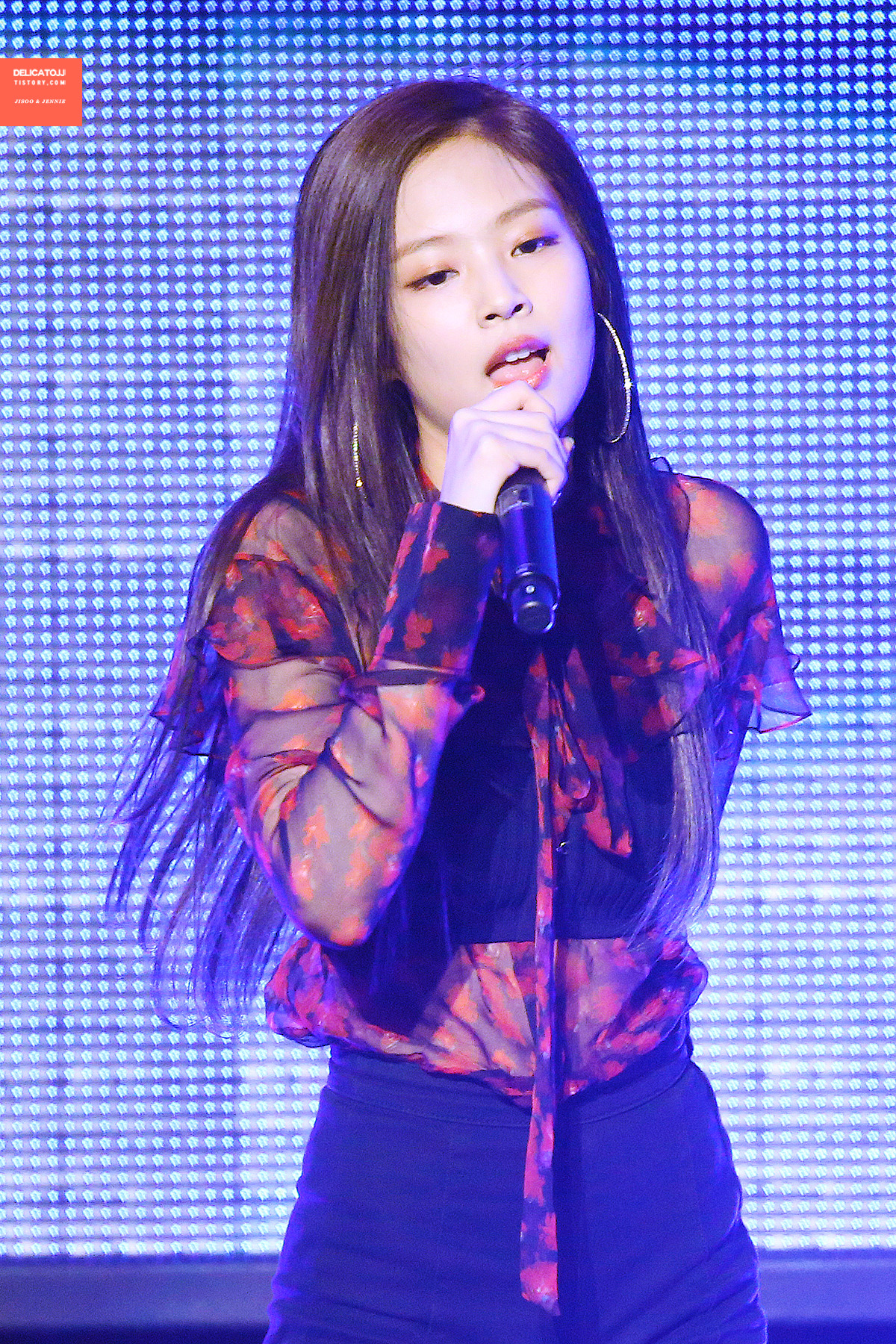
Jennie a Blackpinkből, YG x UNICEF Walking Festival, 2017. május 14.

Kim Jennie Dél-Koreában, a Szöuli Fővárosi Területen született, ahol egykeként nőtt fel. Nyolcéves korában szüleivel Ausztráliába és Új-Zélandra utazott. Új-Zélandon édesanyja megkérdezte tőle, hogy tetszik-e neki a terület, és itt maradna-e. Jennie igennel válaszolt. Egy évvel később már az aucklandi Waikowhai Iskolába járt. Jennie az új nyelv tanulásával kapcsolatban szerzett tapasztalatairól az MBC 2006-os, English, Must Change to Survive című speciális dokumentumműsorában beszélt. Gyermekkorában arról álmodott, hogy balett-táncos lesz. A középiskola befejezése után tanulmányait az ACG Parnell College-ben folytatta.
Jennie a K-pop-ról Új-Zélandon hallott először, és különösen a YG Entertainment zenéje ragadta meg a figyelmét. Édesanyja 14 évesen át akarta költöztetni az USA-ba, azon belül is Floridába, hogy ügyvéd vagy tanár lehessen. Jennie sírva hívta fel az édesanyját, és ellenezte az ötletet. Jennie attól félt, nem találna neki tetsző állást, és ezen felül egyedül maradna Floridában. Családja támogatta a döntését, és így visszaköltözött Dél-Koreába. Jennie még abban az évben részt vett a YG Entertainment meghallgatásán, ahol Rihanna "Take a Bow" című számát adta elő. Később gyakornokként csatlakozott a kiadóhoz. Eredetileg szólistaként hallgatták meg, de mivel ő volt az egyetlen gyakornok, aki beszélt angolul, a stúdió úgy döntött, inkább rappert faragnának belőle. E döntésük mellett szólt, hogy az általa előadott dalok többségében is volt rap.

## Diszkográfia

### Kislemezek
| Cím  | Részletek                                                                                  | Legjobb helyezés | Eladás        |
| Cím  | Részletek                                                                                  | KOR              | Eladás        |
| ---- | ------------------------------------------------------------------------------------------ | ---------------- | ------------- |
| Solo | - Megjelent: 2018. november 12. - Kiadó: YG, Interscope - Formátum: CD, digitális letöltés | 2                | - KOR: 59.370 |

Kiadatlan a 'You and Me' című dala, amit az első, szöuli BORN PINK koncertükön adott elő. Jennie azt nyilatkozta, hogy ezt a dalt már a Solo után ki akarták adni, viszont erre valamiért nem került sor, így majdnem 4 évvel később, 2022. októberében látott először napvilágot.

### Vezető művészként
| Cím    | Év   | Legjobb helyezés | Legjobb helyezés | Legjobb helyezés | Legjobb helyezés | Legjobb helyezés | Legjobb helyezés | Legjobb helyezés | Legjobb helyezés | Legjobb helyezés | Legjobb helyezés | Értékesítés  | Elismerések      | Album |
| Cím    | Év   | KOR              | KOR              | CAN              | CHN              | JPN Hot          | MLY              | NZ Hot           | SCO              | SGP              | US World         | Értékesítés  | Elismerések      | Album |
| Cím    | Év   | Gaon             | Hot              | CAN              | CHN              | JPN Hot          | MLY              | NZ Hot           | SCO              | SGP              | US World         | Értékesítés  | Elismerések      | Album |
| ------ | ---- | ---------------- | ---------------- | ---------------- | ---------------- | ---------------- | ---------------- | ---------------- | ---------------- | ---------------- | ---------------- | ------------ | ---------------- | ----- |
| "Solo" | 2018 | 1                | 1                | 67               | 11               | 22               | 2                | 13               | 80               | 2                | 1                | - US: 10.000 | - KMCA: Platinum | Solo  |

1. ↑  A Kaon lemezek, digitális letöltésre és internetes meghallgatásra létrehozott zeneművek számára elismeréseket, melyeket a 2018. január 1. után kiadott lemezeknek ítélnek oda.[17]

### Vendégszereplőként
| "Special" (Lee Hi Jennie szereplésével)                                                                            | 2013 | 21 | 16 | —  | - KOR: 206.840   | First Love            |
| "GG Be" (지지베) (Seungri Jennie szereplésével)                                                                    | 2013 | 18 | 38 | —  | - KOR: 202.446   | Let's Talk About Love |
| "Black" (G-Dragon Jennie vendégszereplésével)                                                                      | 2013 | 2  | 3  | 10 | - KOR: 1.009.720 | Coup D'etat           |
| A "—" azokat a megjelenéseket mutatja, melyek nem kerültek fel a listákra, vagy az adott régióban nem mutatták be. |      |    |    |    |                  |                       |

One of the Girls, Jennie vendégszereplőként, a The Weeknd dala

## Filmográfia

### Variety shows
| Év   | Cím                         | Szerep         | Hálózat | Ref.   |
| ---- | --------------------------- | -------------- | ------- | ------ |
| 2018 | Village Survival, the Eight | A csoport taja | SBS     | [ 36 ] |

### Klipek
| Év   | Cím    | Rendező    | Szerep     | Ref.   |
| ---- | ------ | ---------- | ---------- | ------ |
| 2018 | "Solo" | Han Sa-min | Saját maga | [ 37 ] |

## Díjak és jelölések
| Év   | Díjátadó                     | Kategória              | Jelöltek/alkotások                       | Eredmény | Ref.   |
| ---- | ---------------------------- | ---------------------- | ---------------------------------------- | -------- | ------ |
| 2018 | 12. SBS Entertainment Awards | Rookie Award (Nő)      | Running Man, Village Survival, the Eight | Jelölve  | [ 38 ] |
| 2018 | 12. SBS Entertainment Awards | Scene Stealer Award    | Running Man, Village Survival, the Eight | Jelölve  | [ 39 ] |
| 2019 | 8. Gaon Chart Music Awards   | Az év dala – November  | "Solo"                                   | Elnyerte | [ 40 ] |
| 2019 | 2. M2 X Genie Music Awards   | A Szóló Nő             | N/A                                      | Jelölve  | [ 41 ] |
| 2019 | 21. Mnet Asian Music Awards  | Legjobb színésznő      | N/A                                      | Jelölve  | [ 42 ] |
| 2019 | 21. Mnet Asian Music Awards  | Az év színésze         | N/A                                      | Jelölve  | [ 42 ] |
| 2019 | 21. Mnet Asian Music Awards  | Legjobb táncos előadás | "Solo"                                   | Jelölve  | [ 42 ] |
| 2020 | 34. Golden Disc Awards       | Digital Bonsang        | "Solo"                                   | Elnyerte | [ 43 ] |